# 慈恵医大病院医師不同意堕胎事件
慈恵会医大病院医師不同意堕胎事件（じけいかいいだいびょういんいしふどういだたいじけん）とは、男性医師が、妊娠した交際相手の女性を同意なしに堕胎させた事件である。この事件では出産を望んでいた女性の意思を無視し、自己保身のため堕胎させた点が「不同意堕胎罪の要件を満たす」ため、同罪が適用された極めて珍しいケースとなった。

## 事件の概要
2009年（平成21年）1月、東京都の東京慈恵会医科大学附属病院に勤務し、金沢市内の病院に出向していた男性医師は30歳代の女性看護師と交際していたが、その女性が妊娠した。しかし、医師は別の女性との婚姻話が進んで結婚したため、女性が妊娠したことが妻に知られて離婚という事態になることを恐れた男性は数回にわたり「ビタミン剤」と称して子宮収縮剤の錠剤を飲ませたほか、「水分と栄養を補給するため」などと偽り、収縮剤を点滴し陣痛誘発剤も使用して女性を流産させた。なお、胎児は妊娠6週目であった。

## 捜査
流産したことを不審に思った女性は本所警察署に相談。相談を受けて警視庁刑事部捜査第一課は、医師の知識を利用した悪質性を考慮して強制捜査に乗り出した。
2010年5月18日、警視庁刑事部捜査第一課は金沢市内の病院に出向中の医師（当時36歳）を不同意堕胎容疑で逮捕した。
逮捕後、捜査第一課は医師が病院から子宮収縮剤を不正入手したと見て病院を家宅捜索。2008年（平成20年）12月31日と2009年（平成21年）1月1日の2度にわたって不正入手したことを突き止めた。さらに女性に打った点滴の輸液パックは横浜市の実家にある内科医院で入手したことも分かった。
医師は当初否認していたが、後に「産ませたら（女性と子供が）不幸になると思った」と供述して事実関係を認めた。医師はこの事件で勤務先を懲戒解雇された。
2010年6月8日、東京地検は医師を不同意堕胎罪で起訴した。不同意堕胎罪が適用されるのは異例。

## 裁判
2010年7月27日、東京地裁（田村政喜裁判長）で初公判が開かれ、罪状認否で起訴事実を認めた。
冒頭陳述で検察側は、被告人が女性と妻に互いの存在を打ち明けていなかったため、「被害者が子どもを産めば、妻との結婚が破談になると考えた」と指摘。また、女性の出産の意思が強かったことから「だまして子宮収縮剤を服用させるしかないと考えた」と主張した。
2010年8月5日、論告求刑公判で検察側は「生命を守るべき医師の立場や知識を悪用した計画的で無情な犯行で、実刑に処すべきだ」として懲役5年を求刑した。弁護人は、被告人は解雇されたうえ、医師免許の返上を申し出るなど社会的制裁を受けたとして執行猶予を付けるように求めて結審した。
2010年8月9日、東京地裁（田村政喜裁判長）は「生命を尊重すべき医師という立場を利用して犯行に及んだことは強い社会的非難を免れないが、勤務先を懲戒解雇されるなど、社会的制裁を受けている」などとして懲役3年、執行猶予5年の判決を言い渡した。この判決に対し、検察側と弁護側の双方が控訴しなかったため、控訴期限を迎えた8月24日午前0時をもって判決が確定した。
2011年2月23日、厚生労働省は医道審議会医道分科会の答申を受けて、刑事事件で有罪が確定した医師41人と歯科医師18人に対する行政処分を決定。